# Жестокие люди
«Жестокие люди» (англ. Fierce People) — американская драма 2005 года, снятая Гриффином Данном по сценарию Дирка Уиттенборна по его одноименной книге. В главных ролях снялись Антон Ельчин, Дайан Лэйн, Кристен Стюарт, Крис Эванс и Дональд Сазерленд.

## Сюжет
16-летний юноша Финн Эрл мечтает сбежать из душной квартирки в Нью-Йорке, где он живёт со своей матерью Лиз, в Южную Америку, где его отец-антрополог, которого он никогда не встречал, изучает племя, известное под названием «жестокие люди». Однако планам не суждено сбыться — его арестовывают, когда он хочет помочь своей матери-массажистке. Лиз решает наладить наконец свою жизнь и жизнь сына и принимает приглашение своего бывшего клиента, стареющего миллиардера Огдена С. Озборна пожить и поработать в его загородном поместье.
В окружении богатства, власти и роскоши, юноша находит для себя много таинственного и куда более опасного, нежели представители дикого племени. Пока Лиз пытается справиться со своей нарко-зависимостью и вернуть любовь и доверие сына, Финн влюбляется в Майю, внучку Озборна и начинает дружить с её старшим братом Брайсом, заслужив благосклонность всей семьи. Однако вскоре Финна насилуют, и тем самым кто-то показывает, что он и его мать здесь — нежеланные гости.

## В ролях
| Актёр             | Роль                               |
| ----------------- | ---------------------------------- |
| Антон Ельчин      | Финн Эрл                           |
| Дайан Лэйн        | Лиз Эрл                            |
| Дональд Сазерленд | Огден К. Осборн                    |
| Крис Эванс        | Брайс Лэнгли                       |
| Кристен Стюарт    | Майя Лэнгли                        |
| Пас де ла Уэрта   | Джилли                             |
| Блу Манкума       | детектив Гейтс                     |
| Элизабет Перкинс  | Мисси Лэнгли                       |
| Кристофер Шайер   | доктор Ричард «Дик» Леффлер        |
| Гари Чок          | МакКаллум                          |
| Райан МакДональд  | Йен                                |
| Декстер Бэлл      | Маркус Гейтс                       |
| Кайли Дэй         | Пэйдж                              |
| Аарон Брукс       | Джиакомо                           |
| Тич Грант         | Дуэйн                              |
| Дикр Уиттенборн   | Фокс Блншард                       |
| Уилл Лиман        | Рассказчик в документальном фильме |

## Съёмки
Часть съёмок проходила на природе в Британской Колумбии, в Канаде на территории национального парка, где расположено поместье Хартли (англ. Hatley Castle).

## Релиз

### Сборы
Фильм выходил в ограниченный прокат и собрал в США $85 410.

### Критика
Картина получила в целом негативные отзывы кинокритиков.
На сайте «Rotten Tomatoes» фильм собрал 24 % со следующей характеристикой: «Мальчик-подросток узнаёт, что богачи словно животные, а также довольно резкие и самодовольные люди. А из-за вычурной игры Антона Ельчина сюжет кажется ещё более неправдоподобным».

### Выхода на видео
В России фильм был выпущен на DVD компанией «Лизард» в 2006 году.